# Элитар-202
Элитар-202 — российский сверхлёгкий самолёт компании Самара ВВВ-Авиа традиционной схемы моноплан с классическим горизонтальным оперением,  единственным двигателем, двухместный (в бок о бок конфигурации). 
Элитар-202 был показан в первый раз на публике в 2003 году на авиашоу MAKS'03 в Москве. Сообщалось о десяти построенных и ещё двенадцати на заказе в это время.

## Технические характеристики

### Габаритные размеры
- Размах крыла:	8.3 м
- Длина: 	5.69 м
- Высота:	2.05 м

### Воздушная скорость
- Максимально допустимая эксплуатационная скорость полета: 	240 км/ч
- Максимальная крейсерская скорость:	210 км/ч
- Максимальная маневренная скорость: 	170 км/ч
- Скорость отрыва:	100 км/ч

### Скорость сваливания
- Во взлетной и посадочной конфигурации: 	90 км/ч
- В крейсерской конфигурации:	100 км/ч

### Предельно допустимая скорость ветра и минимум погоды
- Встречный ветер при взлете и посадке:	15 м/с
- Попутный ветер при взлете и посадке: 	5 м/c
- Боковая составляющая скорость ветра:	8 м/с
- Высота нижней границы облачности не менее:	150 м
- Горизонтальная видимость не менее:	3000 м

### Двигатель, краткая характеристика
- Изготовитель двигателя:	BOMBARDIER-ROTAX (Австрия)
- Тип двигателя: 	четырёхтактный четырёхцилиндровый с оппозитным расположением цилиндров
- Марка двигателя:	ROTAX-912ULS
- Охлаждение:	комбинированное жидкостно-воздушное
- Мощность двигателя, л. с. (кВт):
  - максимальная взлётная:	100 (73,9) при оборотах КВ 5800 об/мин
  - номинальная:	93 (69) при оборотах КВ 5500 об/мин
  - крейсерского режима полёта: 	68,5 (51) при оборотах КВ 5000 об/мин

### Ограничения
- Максимальный взлётный вес: 	730 кг
- Максимальный посадочный вес: 	730 кг
- Максимальная полезная нагрузка: 	219,9 кг
- Максимальный вес снаряженного самолёта: 	510,1 кг
- Топливо: 	бензин АИ-95, 98
- Ёмкость топливного бака:	100 л
- Длина разбега: 	220 м
- Дальность полета:	900 км

## Катастрофы и аварии
- 28 июня 2016 года — самолёт Элитар-202 упал в Соль-Илецком районе Оренбургской области вблизи поселка Елшанка. Погибли 2 человека.[2]